# Simula 67
Simula 67 é uma  linguagem de programação, extensão da ALGOL 60, projetada para apoiar a Simulação de Eventos Discretos, criadas entre 1962 e 1968 por Kristen Nygaard e Ole-Johan Dahl no Centro Norueguês de Computação em Oslo.
O impacto da Simula 67 foi enorme, devido a ser a primeira linguagem orientada a objetos, porém levou tempo para se concretizar. Na verdade, a Orientação a objeto teve que esperar a criação da Smalltalk 80 para definir seu impacto.

## Exemplos de código

### Hello world
```
BEGIN
  WHILE 1=1 DO 
    BEGIN
      outtext("Hello World!");
      outimage;
    END;
END;

```

Ou também:
```
 
Begin

   
OutText
("Hello World!");
   
OutImage
;
 
End
;
```